# جوناس بهمبولا
جوناس بهمبولا (بالفرنسية: Jonas Bahamboula)‏ هو لاعب كرة قدم كونغولي في مركز نصف الجناح، ولد في 2 فبراير 1949 في برازافيل في جمهورية الكونغو. شارك مع منتخب الكونغو لكرة القدم. أما مع النوادي، فقد لعب مع ديابل نوار.